# Benjamin Compaoré
Benjamin Compaoré (Bar-le-Duc, 5 agosto 1987) è un triplista francese.

## Palmarès
| Anno | Manifestazione    | Sede           | Evento       | Risultato | Prestazione | Note                                     |
| ---- | ----------------- | -------------- | ------------ | --------- | ----------- | ---------------------------------------- |
| 2005 | Europei juniores  | Kaunas         | Salto triplo | 5º        | 15,81 m     |                                          |
| 2006 | Mondiali juniores | Pechino        | Salto triplo | Oro       | 16,61 m     |                                          |
| 2007 | Europei indoor    | Birmingham     | Salto triplo | 13º (q)   | 16,19 m     |                                          |
| 2010 | Europei           | Barcellona     | Salto triplo | 5º        | 16,99 m     |                                          |
| 2011 | Mondiali          | Taegu          | Salto triplo | 8º        | 17,17 m     |                                          |
| 2012 | Mondiali indoor   | Istanbul       | Salto triplo | 6º        | 17,05 m     |                                          |
| 2012 | Giochi olimpici   | Londra         | Salto triplo | 6º        | 17,08 m     |                                          |
| 2013 | Europei indoor    | Göteborg       | Salto triplo | 10º (q)   | 16,48 m     |                                          |
| 2014 | Europei           | Zurigo         | Salto triplo | Oro       | 17,46 m     | Miglior prestazione personale stagionale |
| 2015 | Mondiali          | Pechino        | Salto triplo | 12º       | 16,63 m     |                                          |
| 2016 | Mondiali indoor   | Portland       | Salto triplo | Bronzo    | 17,09 m     | Miglior prestazione personale stagionale |
| 2016 | Europei           | Amsterdam      | Salto triplo | 12º       | 16,12 m     |                                          |
| 2016 | Giochi olimpici   | Rio de Janeiro | Salto triplo | 10º       | 16,54 m     |                                          |
| 2017 | Mondiali          | Londra         | Salto triplo | 21º (q)   | 16,46 m     |                                          |
| 2019 | Mondiali          | Doha           | Salto triplo | 22º (q)   | 16,59 m     |                                          |
| 2021 | Giochi olimpici   | Tokyo          | Salto triplo | 19º (q)   | 16,59 m     |                                          |
| 2022 | Mondiali          | Eugene         | Salto triplo | 25º (q)   | 16,03 m     |                                          |
| 2022 | Europei           | Monaco         | Salto triplo | 20º (q)   | 15,17 m     |                                          |
| 2023 | Europei indoor    | Istanbul       | Salto triplo | 8º        | 16,11 m     |                                          |
| 2024 | Europei           | Roma           | Salto triplo | 12º       | 16,05 m     |                                          |

## Altre competizioni internazionali
2014
- Oro in Coppa continentale ( Marrakech), Salto triplo - 17,48 m